# Heliconius rubellius
Heliconius rubellius är en fjärilsart som beskrevs av Grose-smith och Kirby 1892. Heliconius rubellius ingår i släktet Heliconius och familjen praktfjärilar. Inga underarter finns listade i Catalogue of Life.